# Tournoi de tennis de Manchester

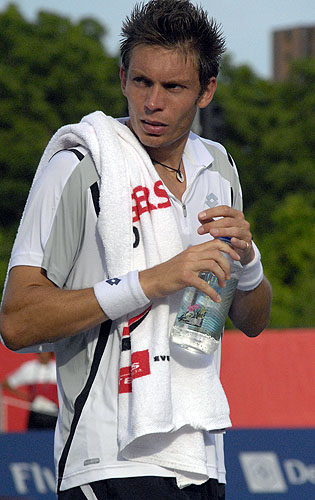
Nicolas Mahut au tournois de tennis de Manchester de 2008.

Le tournoi de tennis de Manchester (Angleterre) est un ancien tournoi de tennis féminin et masculin organisé dans la ville de Manchester. Il se déroulait en juin sur gazon.
La dernière édition du tournoi féminin, aussi connu sous le nom Northerm Lawn Tennis Championship, s'est disputée en 1979.
Le tournoi masculin a eu lieu pour la première fois en 1974. Ensuite une édition a eu lieu en 1980 puis cinq éditions se sont succédé de 1990 à 1994. Il a été remplacé en 1995 par l'Open de Nottingham sur le circuit ATP.
Un nouveau tournoi féminin du circuit ITF est créé en 2017. Doté de 100 000 $, il se joue sur gazon et constitue l'un des principaux tournois de préparation à Wimbledon.

## Histoire
Le Northern Lawn Tennis Club de Manchester accueille un tournoi de tennis masculin depuis 1880, ce qui en fait l'un des plus anciens. Il est d'ailleurs considéré par certains historiens du tennis comme l'un des plus importants de la période pré-International Lawn Tennis Federation (avant 1913). Il s'est tenu sans discontinuer jusqu'en 2009 sous différentes appellations et faisant partie de divers circuits amateurs ou professionnels.

## Palmarès dames

### Simple
| No       | Date       | Nom et lieu du tournoi                        | Catégorie      | Dotation       | Surface        | Vainqueure           | Finaliste           | Score          |                |
| -------- | ---------- | --------------------------------------------- | -------------- | -------------- | -------------- | -------------------- | ------------------- | -------------- | -------------- |
| 1        | 02-06-1952 | Northern Lawn Tennis Champ's, Manchester      |                | NC             | Gazon (ext.)   | Maureen Connolly     | Jean Rinkel         | 6-3, 6-1       |                |
| 2        | 31-05-1954 | Northern Lawn Tennis Champ's, Manchester      |                | NC             | Gazon (ext.)   | Maureen Connolly     | Louise Brough       | 6-3, 6-2       |                |
| 3        | 05-06-1961 | Northern Championships, Manchester            |                | NC             | Gazon (ext.)   | Sandra Reynolds      | Lesley Turner       | 6-4, 6-3       | Tableau        |
| 4        | 04-06-1962 | Northern Championships, Manchester            |                | NC             | Gazon (ext.)   | Darlene Hard         | Judy Tegart         | 6-3, 6-2       | Tableau        |
| 5        | 31-05-1965 | Northern Championships, Manchester            |                | NC             | Gazon (ext.)   | Margaret Smith       | Maria Bueno         | 6-1, 7-5       | Tableau        |
| 6        | 30-05-1966 | Northern Championships, Manchester            |                | NC             | Gazon (ext.)   | Billie Jean King     | Winnie Shaw         | 6-2, 6-1       | Tableau        |
| Ère Open |            |                                               |                |                |                |                      |                     |                |                |
| 7        | 03-06-1968 | North Of England Championships, Manchester    |                | NC             | Gazon (ext.)   | Margaret Smith Court | Virginia Wade       | 6-4, 4-6, 6-4  | Tableau        |
| 8        | 05-06-1972 | Refuge Assurance Northern Champ's, Manchester |                | NC             | Gazon (ext.)   | Patti Hogan          | Esme Emanuel        | 6-2, 6-3       | Tableau        |
| 9        | 04-06-1973 | Refuge Assurance Northern Open, Manchester    |                | NC             | Gazon (ext.)   | Glynis Coles         | Linky Boshoff       | 6-1, 3-6, 6-4  |                |
| 10       | 05-06-1979 | Greater Manchester Green Shield, Manchester   |                | NC             | Gazon (ext.)   | Sue Barker           | Anne Hobbs          | 7-5, 4-6, 6-0  | Tableau        |
|          | 1980-2016  | Pas de tournoi                                | Pas de tournoi | Pas de tournoi | Pas de tournoi | Pas de tournoi       | Pas de tournoi      | Pas de tournoi | Pas de tournoi |
| (I)      | 12-06-2017 | Aegon Manchester Trophy, Manchester           | ITF            | 100 000 $      | Gazon (ext.)   | Zarina Diyas         | Aleksandra Krunić   | 6-4, 6-4       |                |
| (II)     | 11-06-2018 | Fuzion 100 Manchester Trophy, Manchester      | ITF            | 100 000 $      | Gazon (ext.)   | Ons Jabeur           | Zarina Diyas        | 6-2, 6-1       |                |
| (III)    | 10-06-2019 | Manchester Trophy, Manchester                 | ITF            | 100 000 $      | Gazon (ext.)   | Magda Linette        | Sara Sorribes Tormo | 7-61, 2-6, 6-3 |                |

### Double
| No       | Date       | Nom et lieu du tournoi                       | Catégorie      | Dotation       | Surface        | Vainqueures                         | Finalistes                       | Score          |                |
| -------- | ---------- | -------------------------------------------- | -------------- | -------------- | -------------- | ----------------------------------- | -------------------------------- | -------------- | -------------- |
| 1        | 05-06-1961 | Northern Championships Manchester            |                | NC             | Gazon (ext.)   | Sandra Reynolds Renee Schuurman     | Jan Lehane Margaret Smith        | 1-6, 7-5, 6-2  | Tableau        |
| 2        | 04-06-1962 | Northern Championships Manchester            |                | NC             | Gazon (ext.)   | Justina Bricka Margaret Smith       | Billie Jean Moffitt Karen Susman | 4-6, 6-1, 6-2  | Tableau        |
| 3        | 31-05-1965 | Northern Championships Manchester            |                | NC             | Gazon (ext.)   | Margaret Smith Lesley Turner        | Judy Tegart Rita Bentley         | 7-5, 6-4       | Tableau        |
| 4        | 30-05-1966 | Northern Championships Manchester            |                | NC             | Gazon (ext.)   | Trudy Groenman Elly Krocké          | Karen Krantzcke Kerry Melville   | 1-6, 6-4, 6-3  | Tableau        |
| Ère Open |            |                                              |                |                |                |                                     |                                  |                |                |
| 5        | 03-06-1968 | North Of England Championships Manchester    |                | NC             | Gazon (ext.)   | Margaret Smith Court Virginia Wade  | Judy Tegart Betty Rosenquest     | 6-3, 6-4       | Tableau        |
| 6        | 05-06-1972 | Refuge Assurance Northern Champ's Manchester |                | NC             | Gazon (ext.)   | Brenda Kirk Ilana Kloss             | Esme Emanuel Cecilia Martinez    | 6-1, 6-3       | Tableau        |
| 7        | 04-06-1973 | Refuge Assurance Northern Open Manchester    |                | NC             | Gazon (ext.)   | Lesley Charles Glynis Coles         | Cynthia Doerner Barbara Downs    | 8-6, 4-6, 6-3  |                |
| 8        | 05-06-1979 | Greater Manchester Green Shield Manchester   |                | NC             | Gazon (ext.)   | Cynthia Sieler-Doerner Sharon Walsh | Sue Barker Anne Hobbs            | 6-3, 6-2       | Tableau        |
|          | 1980-2016  | Pas de tournoi                               | Pas de tournoi | Pas de tournoi | Pas de tournoi | Pas de tournoi                      | Pas de tournoi                   | Pas de tournoi | Pas de tournoi |
| (I)      | 12-06-2017 | Aegon Manchester Trophy Manchester           | ITF            | 100 000 $      | Gazon (ext.)   | Magdalena Fręch An-Sophie Mestach   | Chang Kai-chen Marina Erakovic   | 6-4, 7-65      |                |
| (II)     | 11-06-2018 | Fuzion 100 Manchester Trophy Manchester      | ITF            | 100 000 $      | Gazon (ext.)   | Luksika Kumkhum Prarthana Thombare  | Naomi Broady Asia Muhammad       | 7-65, 6-3      |                |
| (III)    | 10-06-2019 | Manchester Trophy Manchester                 | ITF            | 100 000 $      | Gazon (ext.)   | Duan Ying-Ying Zhu Lin              | Robin Anderson Laura Ioana Paar  | 6-4, 6-3       |                |

## Palmarès messieurs

### Simple
| No       | Date       | Nom et lieu du tournoi                                       | Catégorie      | Dotation       | Surface        | Vainqueur              | Finaliste           | Score          |                |
| -------- | ---------- | ------------------------------------------------------------ | -------------- | -------------- | -------------- | ---------------------- | ------------------- | -------------- | -------------- |
| Ère Open |            |                                                              |                |                |                |                        |                     |                |                |
| 1-6      | 1968-1973  | à compléter...                                               | à compléter... | à compléter... | à compléter... | à compléter...         | à compléter...      | à compléter... | à compléter... |
| 7        | 03-06-1974 | Northern Lawn Tennis Tournament, Manchester                  | Grand Prix     | NC $           | Gazon (ext.)   | Jimmy Connors          | Mike Collins        | 13-11, 6-2     |                |
| 8-11     | 1976-1979  | à compléter...                                               | à compléter... | à compléter... | à compléter... | à compléter...         | à compléter...      | à compléter... | à compléter... |
| 12       | 02-06-1980 | Greater Manchester Grass Court Tennis Tournament, Manchester | Grand Prix     | 25 000 $       | Gazon (ext.)   | Roscoe Tanner          | Stan Smith          | 6-3, 6-4       |                |
| 13-20    | 1981-1989  | à compléter...                                               | à compléter... | à compléter... | à compléter... | à compléter...         | à compléter...      | à compléter... | à compléter... |
| 21       | 12-06-1989 | , Manchester                                                 | Challenger     | 25 000 $       | Gazon (ext.)   | Patrick Baur           | Andrew Castle       | 6-4, 6-7, 7-5  |                |
| 22       | 18-06-1990 | Direct Line Insurance Manchester Open, Manchester            | World Series   | 225 000 $      | Gazon (ext.)   | Pete Sampras           | Gilad Bloom         | 7-6, 7-6       |                |
| 23       | 17-06-1991 | Direct Line Insurance Manchester Open, Manchester            | World Series   | 225 000 $      | Gazon (ext.)   | Goran Ivanišević       | Pete Sampras        | 6-4, 6-4       |                |
| 24       | 15-06-1992 | Direct Line Insurance Manchester Open, Manchester            | World Series   | 235 000 $      | Gazon (ext.)   | Jacco Eltingh          | MaliVai Washington  | 6-3, 6-4       |                |
| 25       | 14-06-1993 | Direct Line Insurance Manchester Open, Manchester            | World Series   | 275 000 $      | Gazon (ext.)   | Jason Stoltenberg      | Wally Masur         | 6-1, 6-3       |                |
| 26       | 13-06-1994 | Manchester Open, Manchester                                  | World Series   | 290 000 $      | Gazon (ext.)   | Patrick Rafter         | Wayne Ferreira      | 7-6, 7-6       |                |
| 27       | 17-07-1995 | , Manchester                                                 | Challenger     | 50 000 $       | Gazon (ext.)   | Chris Wilkinson        | Christian Saceanu   | 6-4, 6-4       |                |
| 28       | 16-07-1996 | , Manchester                                                 | Challenger     | 50 000 $       | Gazon (ext.)   | Ben Ellwood            | Fernon Wibier       | 6-4, 6-4       |                |
| 29       | 14-07-1997 | , Manchester                                                 | Challenger     | 50 000 $       | Gazon (ext.)   | Óscar Burrieza-López   | Stefano Pescosolido | 7-6, 2-6, 6-1  |                |
| 30       | 13-07-1998 | , Manchester                                                 | Challenger     | 50 000 $       | Gazon (ext.)   | Chris Wilkinson        | Stefano Pescosolido | 6-3, 6-4       |                |
| 31       | 12-07-1999 | , Manchester                                                 | Challenger     | 50 000 $       | Gazon (ext.)   | Igor Gaudi             | Neville Godwin      | 7-66, 6-2      |                |
| 32       | 17-07-2000 | , Manchester                                                 | Challenger     | 50 000 $       | Gazon (ext.)   | Mosé Navarra           | Martin Lee          | 6-4, 6-3       |                |
| 33       | 16-07-2001 | The LTA Manchester Challenger, Manchester                    | Challenger     | 50 000 $       | Gazon (ext.)   | Jean-François Bachelot | Jamie Delgado       | 6-4, 6-4       |                |
| 34       | 15-07-2002 | The Manchester Trophy, Manchester                            | Challenger     | 50 000 $       | Gazon (ext.)   | Vladimir Voltchkov     | Karol Beck          | 6-4, 7-62      |                |
| 35       | 14-07-2003 | The Manchester Trophy, Manchester                            | Challenger     | 25 000 €       | Gazon (ext.)   | Nicolas Mahut          | Gilles Elseneer     | 6-3, 7-65      |                |
| 36       | 12-07-2004 | The Manchester Trophy, Manchester                            | Challenger     | 25 000 €       | Gazon (ext.)   | Alex Bogdanovic        | Michal Mertiňák     | 6-1, 6-3       |                |
| 37       | 11-07-2005 | The Manchester Trophy, Manchester                            | Challenger     | 21 250 €       | Gazon (ext.)   | Daniele Bracciali      | Igor Zelenay        | 6-4, 6-4       |                |
| 38       | 17-07-2006 | The Manchester Trophy, Manchester                            | Challenger     | 21 250 €       | Gazon (ext.)   | Harsh Mankad           | Joshua Goodall      | 7-61, 7-64     |                |
| 39       | 16-07-2007 | The Manchester Trophy, Manchester                            | Challenger     | 30 000 €       | Gazon (ext.)   | Harel Levy             | Travis Rettenmaier  | 6-2, 6-4       |                |
| 40       | 14-07-2008 | The LTA Manchester Trophy, Manchester                        | Challenger     | 30 000 €       | Gazon (ext.)   | Björn Rehnquist        | Richard Bloomfield  | 7-68, 0-6, 6-3 |                |
| 41       | 13-07-2009 | Aegon Pro-Series Manchester, Manchester                      | Challenger     | 30 000 €       | Gazon (ext.)   | Olivier Rochus         | Igor Sijsling       | 6-3, 4-6, 6-2  |                |
|          | 2010-2014  | Pas de tournoi                                               | Pas de tournoi | Pas de tournoi | Pas de tournoi | Pas de tournoi         | Pas de tournoi      | Pas de tournoi | Pas de tournoi |
| 42       | 01-06-2015 | Aegon Manchester Trophy, Manchester                          | Challenger     | 42 500 €       | Gazon (ext.)   | Sam Groth              | Luke Saville        | 7-5, 6-1       |                |
| 43       | 30-05-2016 | Aegon Manchester Trophy, Manchester                          | Challenger     | 42 500 €       | Gazon (ext.)   | Dustin Brown           | Lu Yen-hsun         | 7-65, 6-1      |                |

### Double
| No       | Date       | Nom et lieu du tournoi                                       | Catégorie                          | Dotation                           | Surface                            | Vainqueurs                         | Finalistes                         | Score                              |                                    |
| -------- | ---------- | ------------------------------------------------------------ | ---------------------------------- | ---------------------------------- | ---------------------------------- | ---------------------------------- | ---------------------------------- | ---------------------------------- | ---------------------------------- |
| Ère Open |            |                                                              |                                    |                                    |                                    |                                    |                                    |                                    |                                    |
|          | 1968-1973  | à compléter...                                               | à compléter...                     | à compléter...                     | à compléter...                     | à compléter...                     | à compléter...                     | à compléter...                     | à compléter...                     |
| 1        | 03-06-1974 | Northern Lawn Tennis Tournament, Manchester                  | Grand Prix                         | NC $                               | Gazon (ext.)                       | Syd Ball Bob Giltinan              | W. Perkins Pancho Walthall         | 6-2, 6-3                           |                                    |
|          | 1976-1979  | à compléter...                                               | à compléter...                     | à compléter...                     | à compléter...                     | à compléter...                     | à compléter...                     | à compléter...                     | à compléter...                     |
| 2        | 02-06-1980 | Greater Manchester Grass Court Tennis Tournament, Manchester | Grand Prix                         | 25 000 $                           | Gazon (ext.)                       | John Sadri Tim Wilkison            | Dennis Ralston Roscoe Tanner       | 6-3, 6-4                           |                                    |
|          | 1981-1989  | à compléter...                                               | à compléter...                     | à compléter...                     | à compléter...                     | à compléter...                     | à compléter...                     | à compléter...                     | à compléter...                     |
| 3        | 18-06-1990 | Direct Line Insurance Manchester Open, Manchester            | World Series                       | 225 000 $                          | Gazon (ext.)                       | Mark Kratzmann Jason Stoltenberg   | Nick Brown Kelly Jones             | 6-3, 2-6, 6-4                      |                                    |
| 4        | 17-06-1991 | Direct Line Insurance Manchester Open, Manchester            | World Series                       | 225 000 $                          | Gazon (ext.)                       | Omar Camporese Goran Ivanišević    | Nick Brown Andrew Castle           | 6-4, 6-3                           |                                    |
| 5        | 15-06-1992 | Direct Line Insurance Manchester Open, Manchester            | World Series                       | 235 000 $                          | Gazon (ext.)                       | Patrick Galbraith David Macpherson | Jeremy Bates Laurie Warder         | 4-6, 6-3, 6-2                      |                                    |
| 6        | 14-06-1993 | Direct Line Insurance Manchester Open, Manchester            | World Series                       | 275 000 $                          | Gazon (ext.)                       | Ken Flach Rick Leach               | Stefan Kruger Glenn Michibata      | 6-4, 6-1                           |                                    |
| 7        | 13-06-1994 | Manchester Open, Manchester                                  | World Series                       | 290 000 $                          | Gazon (ext.)                       | Rick Leach Danie Visser            | Scott Davis Trevor Kronemann       | 6-4, 4-6, 7-6                      |                                    |
| 8        | 17-07-1995 | , Manchester                                                 | Challenger                         | 50 000 $                           | Gazon (ext.)                       | Tim Henman Mark Petchey            | Massimo Bertolini Diego Nargiso    | 6-3, 6-4                           |                                    |
|          | 1996-2008  | Palmarès Challenger à compléter...                           | Palmarès Challenger à compléter... | Palmarès Challenger à compléter... | Palmarès Challenger à compléter... | Palmarès Challenger à compléter... | Palmarès Challenger à compléter... | Palmarès Challenger à compléter... | Palmarès Challenger à compléter... |
| 22       | 13-07-2009 | Aegon Pro-Series Manchester, Manchester                      | Challenger                         | 30 000 €                           | Gazon (ext.)                       | Josh Goodall Jonathan Marray       | Colin Fleming Ken Skupski          | 61-7, 6-3, [11-9]                  |                                    |
|          | 2010-2014  | Pas de tournoi                                               | Pas de tournoi                     | Pas de tournoi                     | Pas de tournoi                     | Pas de tournoi                     | Pas de tournoi                     | Pas de tournoi                     | Pas de tournoi                     |
| 23       | 01-06-2015 | Aegon Manchester Trophy, Manchester                          | Challenger                         | 42 500 €                           | Gazon (ext.)                       | Chris Guccione André Sá            | Raven Klaasen Rajeev Ram           | Forfait                            |                                    |
| 24       | 30-05-2016 | Aegon Manchester Trophy, Manchester                          | Challenger                         | 42 500 €                           | Gazon (ext.)                       | Purav Raja Divij Sharan            | Ken Skupski Neal Skupski           | 6-3, 3-6, [11-9]                   |                                    |

## Palmarès mixte
| No       | Date       | Nom et lieu du tournoi                    | Catégorie | Dotation | Surface      | Vainqueures              | Finalistes                 | Score   |         |
| -------- | ---------- | ----------------------------------------- | --------- | -------- | ------------ | ------------------------ | -------------------------- | ------- | ------- |
| 1        | 30-05-1966 | Northern Championships Manchester         |           | NC       | Gazon (ext.) | Betty Stöve Colin Zeeman | Kerry Melville Allan Stone | Partage | Tableau |
| Ère Open |            |                                           |           |          |              |                          |                            |         |         |
| 2        | 03-06-1968 | North of England Championships Manchester |           | NC       | Gazon (ext.) | Margaret Smith Court NC  | NC                         | Partage | Tableau |